# Auguststraße (Berlin)
Auguststrasse est une voie de Berlin en Allemagne.

## Situation et accès
Longue d'environ 950 mètres, elle est située dans le quartier berlinois de Mitte. La rue est située dans le quartier historique de Spandauer Vorstadt (de).

## Origine du nom
Elle est nommée d'après le prince Frédéric Guillaume Henri Auguste de Prusse.

## Historique
La zone de la future route se trouvait entre les principales voies de circulation allant vers Hambourg et Spandau, près de la porte de Spandau (de).
En 1708, Christian Koppe (de) y établit une maison pour les femmes pauvres, et à partir de 1723, le nom « Armen-Gasse » est mentionné pour la première fois. Vers 1739 la voie prend le nom d'« Hospitalstraße », puis le 1er juillet 1833, elle est dénommée « Auguststraße ».

## Bâtiments remarquables et lieux de mémoire

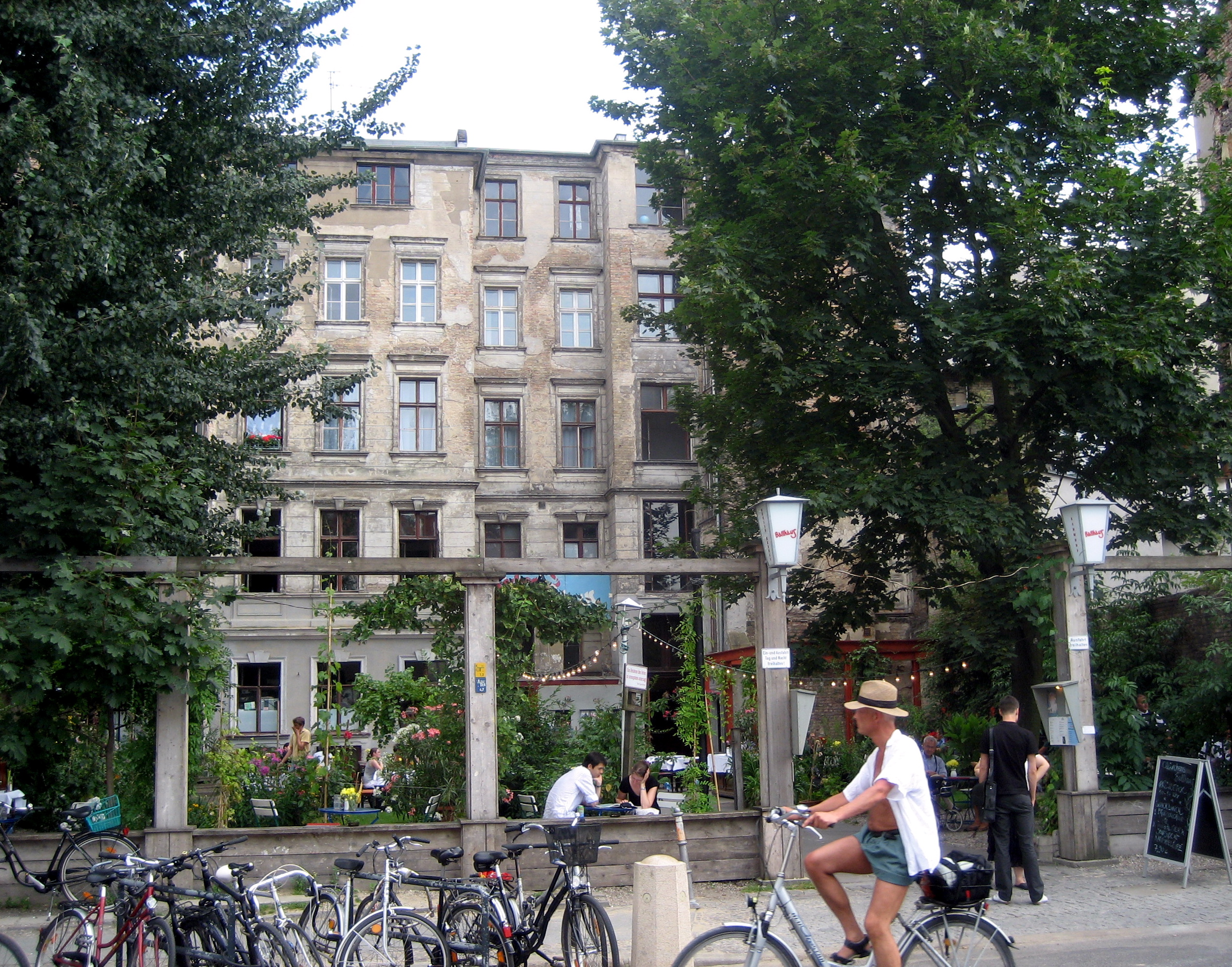
Clärchens Ballhaus à Kleine Hamburger Straße.
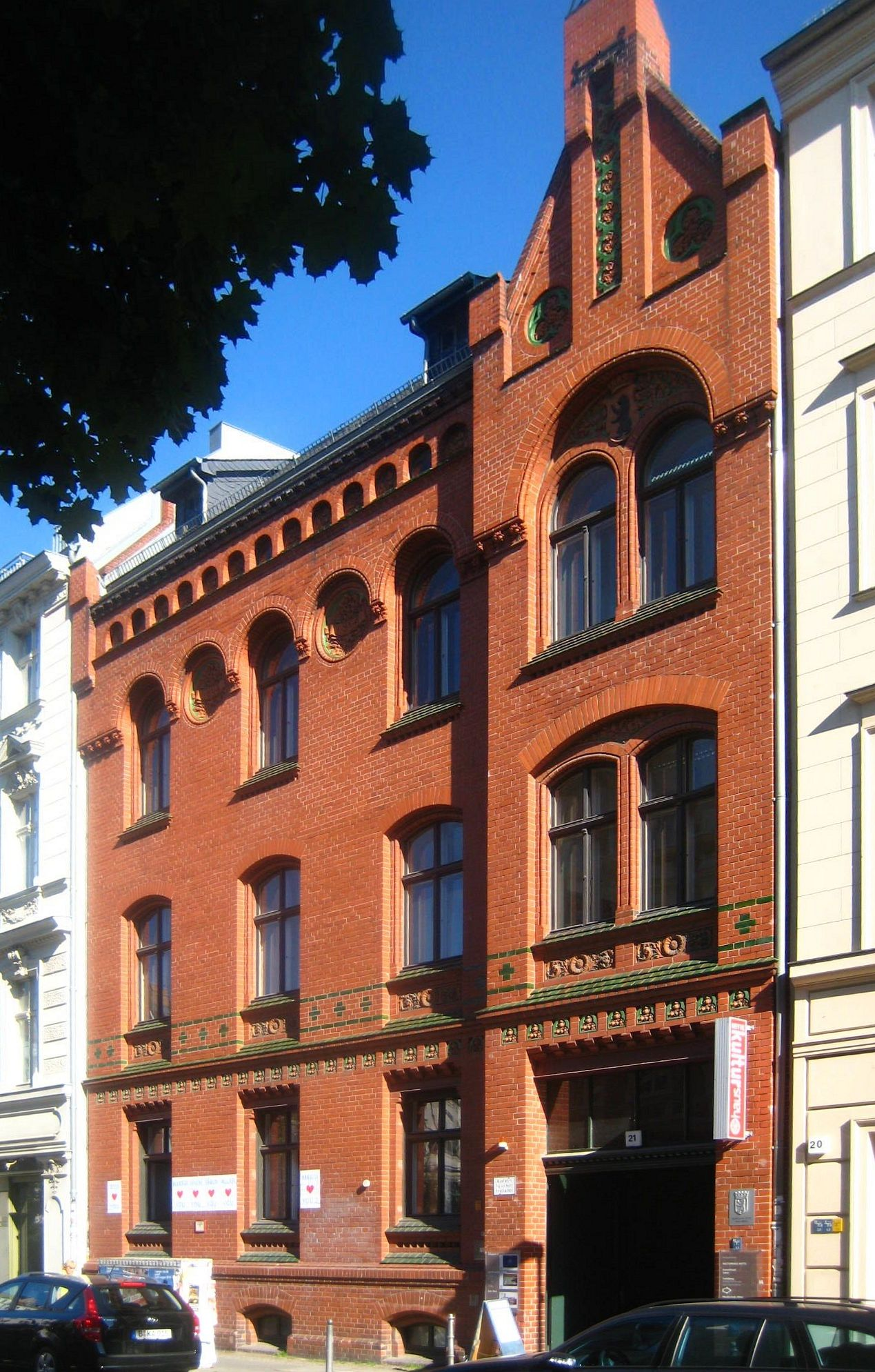
Auguststrasse 21.

## Biographie
- Hans Martin Sewcz (de), Berlin-Mitte Mai 1979, Collection Regard, 2011 (ISBN 978-3-00-036579-9 et 3-00-036579-6)
- Günter Jordan, Berlin – Auguststraße : Rotes Halstuch, DEFA-Dokumentarfilm (de), 1979 (lire en ligne)
- Regina Scheer, AHAWAH. Das vergessene Haus. Spurensuche in der Berliner Auguststraße, Aufbau, 2004, 317 p. (ISBN 3-7466-1008-7)
- Ayelet Bargur, Ahawah heißt Liebe : Die Geschichte des jüdischen Kinderheims in der Berliner Auguststraße, Ulrike Harnisch, 2006, 240 p. (ISBN 3-423-24521-2)